# Eupithecia degeneraria
Eupithecia degeneraria är en fjärilsart som beskrevs av Franz Dannehl 1933. Eupithecia degeneraria ingår i släktet Eupithecia och familjen mätare. Inga underarter finns listade i Catalogue of Life.